# Paginación anidada
La paginación anidada o nested paging es el nombre que tuvo durante su desarrollo por el equipo
de AMD el Rapid Virtualization Index o RVI, que es una tecnología de virtualización asistida por hardware para la unidad de gestión de memoria del procesador (MMU) de segunda generación. Sobre la implementación únicamente por software shadow page table, RVI ofrece una mejora de un 42%; y en el test OLTP supone una mejora de un 100%. La tecnología RVI fue
incluida por vez primera en los procesadores Opteron de tercera generación. La tecnología Intel
equivalente es la EPT, Extended Page Table.

## Software que lo soporta
- VMware ESX 3.5 y posteriores.
- Microsoft Hyper-V en Windows Server 2008 R2 y posteriores.[2]
- Linux KVM 2.6.26 y posteriores.[3]
- Oracle VM VirtualBox 2.0.0 y posteriores.[4]